# Go! Princess Pretty Cure

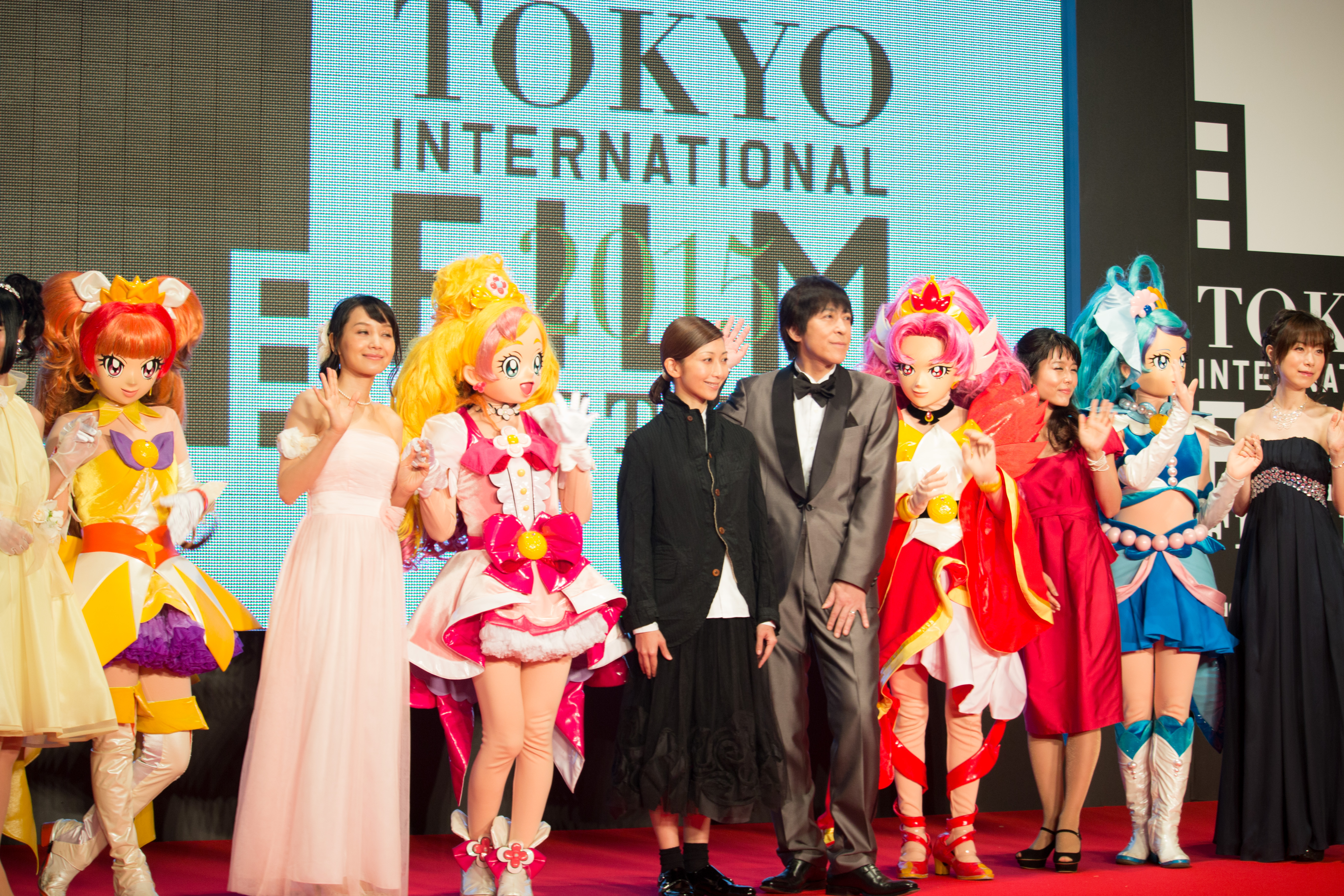
"Go! Princess Pretty Cure the Movie", Casts und Crew bei der Eröffnung des Tokyo International Film Festival 2015

Go! Princess Pretty Cure (Go!プリンセスプリキュア, Gō! Purinsesu PuriKyua) ist ein von Tōei Animation produziertes und dem Genre Magical Girl zugeordnetes Anime aus dem Jahr 2015. Es ist die 12. Staffel des Pretty Cure Franchise und löste somit Happiness Charge Pretty Cure ab.
Die Themen der Serie beziehen sich auf Hoffnung und auf die Verfolgung von Träumen und Zielen. Die Hauptfigur zeigt den Zuschauern, dass sie nie aufgibt. Das Gesamtmotiv der Staffel sind Prinzessinnen, Parfüms und Schlüssel, die wie im Märchen dargestellt werden und auch mehrere Verbindungen zu Fantasy-Geschichten aufweisen. Das Design der Hauptfiguren ähnelt den vier Elementen. 2016 wurde die Staffel von ihrem Nachfolger Mahō Tsukai Pretty Cure! abgelöst.

## Handlung
Haruka Haruno ist ein dreizehnjähriges, fröhliches und optimistisches Mädchen, das Prinzessin werden möchte, jedoch wird sie seit dem Kindergarten und in der Grundschule deswegen gehänselt. Als sie ein kleines Kind war, traf sie einen Jungen namens Kanata. Dieser gab ihr einen Schlüssel, der ihr von nun an als Glücksbringer diente, durch den sie neuen Mut fand und sich schwor, ihre Träume nie aufzugeben. Als sie dreizehn Jahre alt ist, besucht sie die Noble Academy, ein Internat. Mit der Hoffnung auf neue Freunde hat Haruka aber ihren Traum, Prinzessin zu werden, noch nicht aufgegeben. Als sie jedoch dort ihr neues Leben beginnt, werden einige Dinge auf den Kopf gestellt. Sie trifft zwei Wesen, einen Hund und einen Vogel, die sich aber nicht als normale Tiere, sondern als magische Wesen, Pafu und Aroma, herausstellen. Sie kommen aus dem Hope-Königreich und sind auf der Flucht vor einem Mann namens Close. Sie erzählen Haruka, dass er ein Schurke aus der Dys-Dark-Gruppe ist, die die Träume aller stehlen und Verzweiflung verbreiten wollen.
Nun erfährt Haruka nicht nur, dass Kanata eigentlich ein Prinz ist, sondern auch, das der Schlüssel, der ihr gegeben wurde, eigentlich ein Verwandlungsitem ist. So entschließt sie sich dazu, eine Heldin zu werden und die Träume aller zu schützen. Mit der Zeit wird sie von drei weiteren Mädchen begleitet, Kira Amanogawa, Minami Kaidou und Towa Akagi. Vom Hope-Königreich erhalten die Mädchen die Mission, die weiteren Dress-Up-Keys zu sammeln, die sie benötigen, um weiteren Schäden ein Ende zu setzen und vor Dys Darks Kräften zu schützen.

## Produktion und Veröffentlichung
Am 7. Oktober 2014 wurde Go! Princess Pretty Cure erstmals angekündigt; die Veröffentlichung erfolgte am 28. November 2014. Am 26. Dezember wurden drei der Hauptfiguren enthüllt, Cure Flora, Cure Mermaid und Cure Twinkle.
Die Serie wurde unter der Regie von Yuta Tanaka produziert. Hiroshi Takaki komponierte die Musik. Jukiko Nakatani war für das Charakterdesign verantwortlich. Geschrieben wurde die Serie von Jin Tanaka.
Im Jahr 2015 startete die erste Folge, die letzte Folge lief am 31. Januar 2016. Insgesamt hatte die Staffel 50 Folgen, die auf TV Asahi ausgestrahlt wurden und auf Crunchyroll mit verschiedenen Untertiteln gezeigt wurden. In der letzten Episode sieht man, wie Cure Flora den Zuschauern für alles dankt und Cure Miracle vorstellt, die Hauptfigur von Mahō Tsukai Pretty Cure.

### Synchronisation
Hier wird die japanische Synchronisation aufgelistet.
| Rolle            | Japanischer Sprecher (Seiyū) |
| ---------------- | ---------------------------- |
| Haruka Haruno    | Yū Shimamura                 |
| Minami Kaido     | Masumi Asano                 |
| Kirara Amanogawa | Hibiku Yamamura              |
| Towa Akagi       | Miyuki Sawashiro             |
| Pafu             | Nao Tōyama                   |
| Aroma            | Shiho Kokido                 |
| Miss Shamour     | Mayumi Shintani              |
| Kanata           | Shinnosuke Tachibana         |
| König            | Tokuyoshi Kawashima          |
| Königin          | Yuri Amano                   |
| Dyspear          | Yoshiko Sakakibara           |
| Close            | Mitsuaki Madono              |
| Shut             | Satoshi Hino                 |
| Kuroro/Lock      | Yuki Kaida                   |
| Stop             | Shiori Izawa                 |
| Freeze           | Miyako Itō                   |
| Zetsuborg        | Takayuki Nakatsukasa         |
| Yui Nanase       | Haruka Yoshimura             |
| Seira Azuma      | Yui Hashimoto                |
| Reiko Kisaragi   | Risa Mizuno                  |
| Ayaka Nishimine  | Ayano Niina                  |
| Shirogane        | Keiko Aki                    |
| Yuki Aihara      | Atsushi Abe                  |
| Shu Imagawa      | Atsushi Tamaru               |
| Naoto Koshiba    | Taishi Murata                |
| Yume Mochizuki   | Toshiko Sawada               |
| Hanae Komori     | Haruka Chisuga               |
| Sayaka Kano      | Nao Tōuyama                  |
| Mai Kurita       | Yui Hashimoto                |
| Noriko Komaki    | Haruka Yoshimura             |
| Kenta Hirano     | Yūsuke Kobayashi             |
| Riko Furuya      | Kana Ueda                    |
| Sumire Zama      | Mari Yoko                    |

### Musik
Das Titellied heißt Miracle Go! Princess Pretty Cure von Karin Isobe. Das erste Ending der Serie, von Folge 1 bis 25, trägt den Namen Dreaming ☆ Princess PreCure, während das zweite von Rie Kitagawa ist und als Dreams are the Path to the Future bekannt ist, das von Folge 26 bis 50 geht. Ryo Watanabe komponierte das Titellied und die beiden Ending-Lieder, die von Sayaka Yamamoto (1. Ending) und Rei Ishizuka (2. Ending) gesungen werden. Hiroshi Takaki ist in Begleitung mit der Hintergrundmusik dabei und hat schon Musik für Doki Doki Pretty Cure und Happiness Charge Pretty Cure komponiert. Marvelous! veröffentlichte am 5. März 2015 die Single mit den Titelsongs. Am 27. Mai des gleichen Jahres folgte der erste und offizielle Soundtrack mit dem Titel Pretty Cure Sound Engage!!. Pretty Cure Sound Blaze!! ist ein weiterer Soundtrack, der am 18. November 2015 erschien.
Folgende Gesangsalben wurden für die Serie veröffentlicht:
- Strongly, Gently, Beautiful, am 15. Juli 2015
- For my Dream, am 11. November 2015

Zudem wurde ein Vocal-Best-Album am 13. Januar 2016 veröffentlicht.

## Kinofilm
Ein dreiteiliger, animierter Film mit dem Titel Go! Prinzessin Pretty Cure the Movie: Go! Go!! Gorgeous Triple Feature!!! (映画 Go!プリンセスプリキュア Go! Go!! 豪華3本立て!!!, Eiga Gō! Purinsesu Purikyua: Gō! Gō!! Gōka San-bon Date!!!) erschien am 31. Oktober 2015, der aus einem Cel-animierten Kurzfilm mit dem Titel The Pumpkin Kingdom's Treasure (パンプキン王国のたからもの, Panpukin Ōkoku no Takaramono) und zwei vollständig CG-animierten Kurzfilmen mit den Titeln Pretty Cure and Refi’s Wonder Night! (プリキュアとレフィのワンダーナイト!, Purikyua to Refi no Wandā Naito!) und Cure Flora and the Mischievous Mirror(キュアフローラといたずらかがみ, Kyua Furōra to Itazura Kagami). Kira Kira präsentierte den Titelsong des Films, von Every Little Thing. Das Ending ist wie das zweite des Animes. Die Hauptfiguren erschienen im Film Pretty Cure All Stars: Carnival of Spring♪, der am 14. März 2015 veröffentlicht wurde.

## Manga
Am 6. August 2015 wurde der erste Band veröffentlicht, der zweite folgte am 5. Februar 2016. Futago Kamikita illustrierte das Manga, geschrieben wurde es von Izumi Todo. Die Manga-Adaption von Futago Kamikita erschien ab der März-Ausgabe von Kōdanshas Manga-Magazin Nakayoshi 2015.
Am 15. März erschien die Light Novel Go! Princess Pretty Cure the book: Hana and Reefis Adventure (物語 Go!プリンセスプリキュア 花とレフィの冒険). Von Kaori Yamagata und Sakurako Akino geschrieben und von Hiroshi Miyamoto illustriert. Die Geschichte spielt zehn Jahre nach dem Epilog der Serie.

## Videospiel
Ein Videospiel mit dem Titel Go! Princess Pretty Cure: Sugar Ōkoku to Rokunin no Princess (Go! プリンセスプリキュア シュガー王国と6人のプリンセス) wurde am 30. Juli 2015 von Bandai Namco Entertainment für den Nintendo 3DS veröffentlicht.